# Joe Gomez
Joseph David Gomez, detto Joe (Catford, 23 maggio 1997), è un calciatore inglese di origini gambiane, difensore del Liverpool e della nazionale inglese, con cui è stato vicecampione d'Europa nel 2024.

## Caratteristiche tecniche
Nasce come difensore centrale, dotato di una grande rapidità, infatti, può essere schierato su entrambe le fasce come terzino.

## Carriera

### Club

#### Charlton
Prodotto del settore giovanile del Charlton, fa il suo esordio in prima squadra il 19 agosto 2014, durante la partita di Championship contro il Derby County.

#### Liverpool
Il 20 giugno 2015 passa al Liverpool per 4 milioni di euro e firma un contratto quinquennale. Il 9 agosto fa il suo debutto con i "Reds" contro lo Stoke City, giocando come terzino sinistro nella vittoria per 1 a 0, effettuando anche l'assist per il gol decisivo di Philippe Coutinho. Successivamente viene colpito da un grave infortunio al legamento crociato, che lo obbliga a saltare tutta la stagione in corso e parte della successiva.
Torna a giocare dopo l'infortunio da titolare nella stagione 2016-2017 nella partita pareggiata 0-0 contro il Plymouth, valida per la prima partita di FA Cup.

### Nazionale

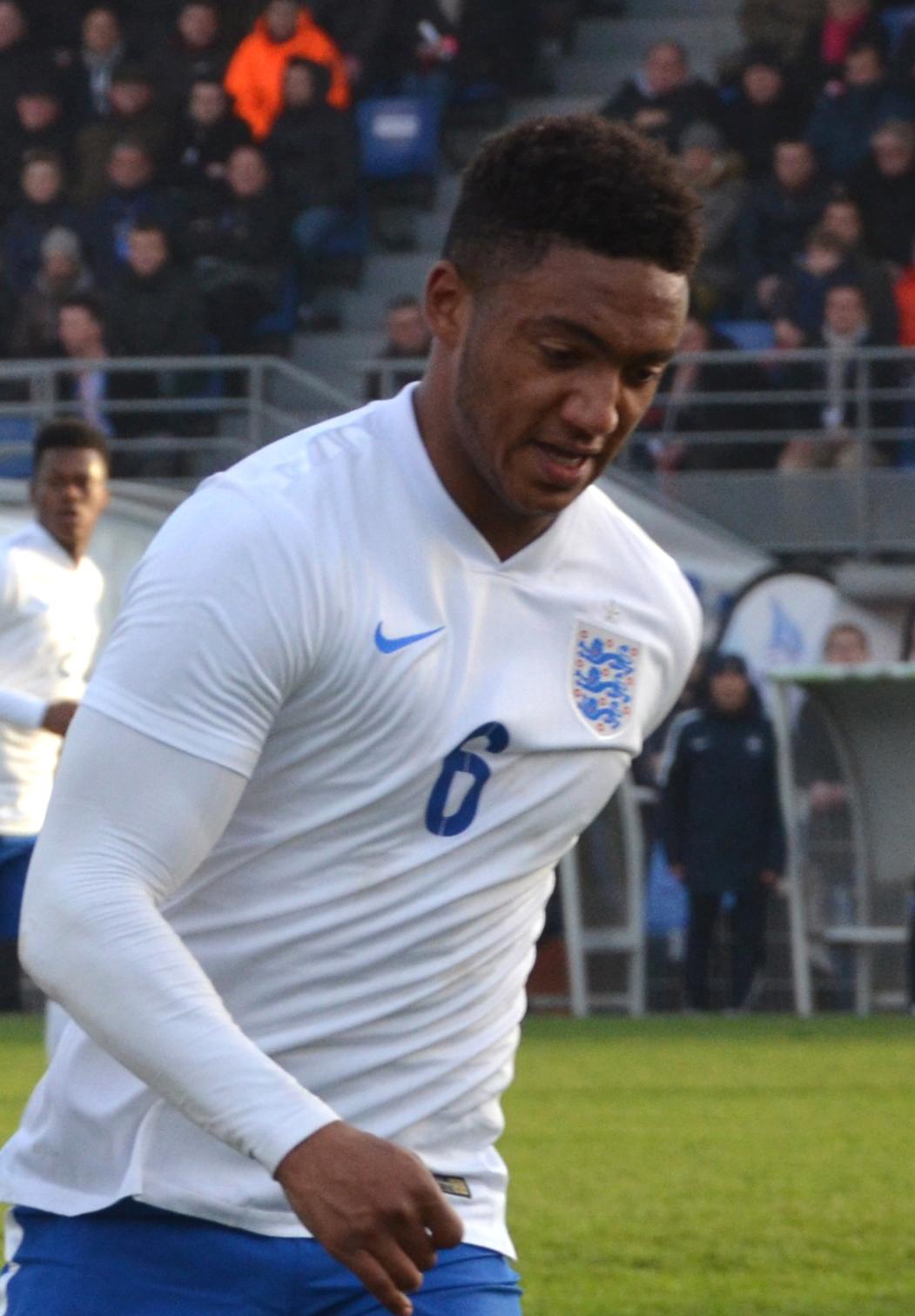
Gomez con la nazionale Under-19 inglese.

Dopo aver giocato nelle nazionali giovanili inglesi, dal novembre 2017 gioca nella nazionale inglese.

## Statistiche

### Presenze e reti nei club
Statistiche aggiornate al 16 agosto 2025
| Stagione         | Squadra          | Campionato       | Campionato | Campionato | Coppe nazionali | Coppe nazionali | Coppe nazionali | Coppe continentali | Coppe continentali | Coppe continentali | Altre coppe | Altre coppe | Altre coppe | Totale | Totale |
| Stagione         | Squadra          | Comp             | Pres       | Reti       | Comp            | Pres            | Reti            | Comp               | Pres               | Reti               | Comp        | Pres        | Reti        | Pres   | Reti   |
| ---------------- | ---------------- | ---------------- | ---------- | ---------- | --------------- | --------------- | --------------- | ------------------ | ------------------ | ------------------ | ----------- | ----------- | ----------- | ------ | ------ |
| 2014-2015        | Charlton         | FLC              | 21         | 0          | FACup+CdL       | 1+2             | 0               | -                  | -                  | -                  | -           | -           | -           | 24     | 0      |
| 2015-2016        | Liverpool        | PL               | 5          | 0          | FACup+CdL       | 0               | 0               | UEL                | 2                  | 0                  | -           | -           | -           | 7      | 0      |
| 2016-2017        | Liverpool        | PL               | 0          | 0          | FACup+CdL       | 3+0             | 0               | -                  | -                  | -                  | -           | -           | -           | 3      | 0      |
| 2017-2018        | Liverpool        | PL               | 23         | 0          | FACup+CdL       | 1+1             | 0               | UCL                | 6                  | 0                  | -           | -           | -           | 31     | 0      |
| 2018-2019        | Liverpool        | PL               | 16         | 0          | FACup+CdL       | 0               | 0               | UCL                | 9                  | 0                  | -           | -           | -           | 25     | 0      |
| 2019-2020        | Liverpool        | PL               | 28         | 0          | FACup+CdL       | 2+2             | 0               | UCL                | 7                  | 0                  | CS+SU+Cmc   | 1+1+2       | 0           | 43     | 0      |
| 2020-2021        | Liverpool        | PL               | 7          | 0          | FACup+CdL       | 0+1             | 0               | UCL                | 3                  | 0                  | CS          | 1           | 0           | 12     | 0      |
| 2021-2022        | Liverpool        | PL               | 8          | 0          | FACup+CdL       | 2+4             | 0               | UCL                | 7                  | 0                  | -           | -           | -           | 21     | 0      |
| 2022-2023        | Liverpool        | PL               | 21         | 0          | FACup+CdL       | 3+2             | 0               | UCL                | 5                  | 0                  | CS          | 0           | 0           | 31     | 0      |
| 2023-2024        | Liverpool        | PL               | 31         | 0          | FACup+CdL       | 4+5             | 0               | UEL                | 10                 | 0                  | -           | -           | -           | 50     | 0      |
| 2024-2025        | Liverpool        | PL               | 9          | 0          | FACup+CdL       | 1+3             | 0+0             | UCL                | 4                  | 0                  | -           | -           | -           | 17     | 0      |
| 2025-2026        | Liverpool        | PL               | 1          | 0          | FACup+CdL       | 0+0             | -               | UCL                | 0                  | 0                  | CS          | 0           | 0           | 1      | 0      |
| Totale Liverpool | Totale Liverpool | Totale Liverpool | 149        | 0          |                 | 34              | 0               |                    | 53                 | 0                  |             | 5           | 0           | 241    | 0      |
| Totale carriera  | Totale carriera  | Totale carriera  | 170        | 0          |                 | 37              | 0               |                    | 53                 | 0                  |             | 5           | 0           | 265    | 0      |

### Cronologia presenze e reti in nazionale
| Cronologia completa delle presenze e delle reti in nazionale ― Inghilterra | Cronologia completa delle presenze e delle reti in nazionale ― Inghilterra | Cronologia completa delle presenze e delle reti in nazionale ― Inghilterra | Cronologia completa delle presenze e delle reti in nazionale ― Inghilterra | Cronologia completa delle presenze e delle reti in nazionale ― Inghilterra | Cronologia completa delle presenze e delle reti in nazionale ― Inghilterra | Cronologia completa delle presenze e delle reti in nazionale ― Inghilterra | Cronologia completa delle presenze e delle reti in nazionale ― Inghilterra |
| Data                                                                       | Città                                                                      | In casa                                                                    | Risultato                                                                  | Ospiti                                                                     | Competizione                                                               | Reti                                                                       | Note                                                                       |
| -------------------------------------------------------------------------- | -------------------------------------------------------------------------- | -------------------------------------------------------------------------- | -------------------------------------------------------------------------- | -------------------------------------------------------------------------- | -------------------------------------------------------------------------- | -------------------------------------------------------------------------- | -------------------------------------------------------------------------- |
| 11-11-2017                                                                 | Londra                                                                     | Inghilterra                                                                | 0 – 0                                                                      | Germania                                                                   | Amichevole                                                                 | -                                                                          | 25’ 45+1’                                                                  |
| 14-11-2017                                                                 | Londra                                                                     | Inghilterra                                                                | 0 – 0                                                                      | Brasile                                                                    | Amichevole                                                                 | -                                                                          |                                                                            |
| 23-3-2018                                                                  | Amsterdam                                                                  | Paesi Bassi                                                                | 0 – 1                                                                      | Inghilterra                                                                | Amichevole                                                                 | -                                                                          | 10’                                                                        |
| 8-9-2018                                                                   | Londra                                                                     | Inghilterra                                                                | 1 – 2                                                                      | Spagna                                                                     | UEFA Nations League 2018-2019 - 1º turno                                   | -                                                                          |                                                                            |
| 15-10-2018                                                                 | Siviglia                                                                   | Spagna                                                                     | 2 – 3                                                                      | Inghilterra                                                                | UEFA Nations League 2018-2019 - 1º turno                                   | -                                                                          |                                                                            |
| 18-11-2018                                                                 | Londra                                                                     | Inghilterra                                                                | 2 – 1                                                                      | Croazia                                                                    | UEFA Nations League 2018-2019 - 1º turno                                   | -                                                                          |                                                                            |
| 9-6-2019                                                                   | Guimarães                                                                  | Svizzera                                                                   | 0 – 0 dts (5 – 6 dtr)                                                      | Inghilterra                                                                | UEFA Nations League 2018-2019 - Finale 3º posto                            | -                                                                          | [ 3 ]                                                                      |
| 14-11-2019                                                                 | Londra                                                                     | Inghilterra                                                                | 7 – 0                                                                      | Montenegro                                                                 | Qual. Euro 2020                                                            | -                                                                          | 70’                                                                        |
| 5-9-2020                                                                   | Reykjavík                                                                  | Islanda                                                                    | 0 – 1                                                                      | Inghilterra                                                                | UEFA Nations League 2020-2021 - 1º turno                                   | -                                                                          | 90+2’                                                                      |
| 8-9-2020                                                                   | Copenaghen                                                                 | Danimarca                                                                  | 0 – 0                                                                      | Inghilterra                                                                | UEFA Nations League 2020-2021 - 1º turno                                   | -                                                                          |                                                                            |
| 8-10-2020                                                                  | Londra                                                                     | Inghilterra                                                                | 3 – 0                                                                      | Galles                                                                     | Amichevole                                                                 | -                                                                          | 58’                                                                        |
| 23-3-2024                                                                  | Londra                                                                     | Inghilterra                                                                | 0 – 1                                                                      | Brasile                                                                    | Amichevole                                                                 | -                                                                          | 67’                                                                        |
| 26-3-2024                                                                  | Londra                                                                     | Inghilterra                                                                | 2 – 2                                                                      | Belgio                                                                     | Amichevole                                                                 | -                                                                          | 10’ 67’                                                                    |
| 3-6-2024                                                                   | Newcastle upon Tyne                                                        | Inghilterra                                                                | 3 – 0                                                                      | Bosnia ed Erzegovina                                                       | Amichevole                                                                 | -                                                                          | 73’                                                                        |
| 7-6-2024                                                                   | Londra                                                                     | Inghilterra                                                                | 0 – 1                                                                      | Islanda                                                                    | Amichevole                                                                 | -                                                                          | 64’                                                                        |
| Totale                                                                     |                                                                            | Presenze                                                                   | 15                                                                         |                                                                            | Reti                                                                       | 0                                                                          |                                                                            |

## Palmarès

### Club

#### Competizioni nazionali
- Campionato inglese: 2

Liverpool: 2019-2020, 2024-2025
- Coppa di Lega inglese: 2

Liverpool: 2021-2022, 2023-2024
- Coppa d'Inghilterra: 1

Liverpool: 2021-2022
- Community Shield: 1

Liverpool: 2022

#### Competizioni internazionali
- UEFA Champions League: 1

Liverpool: 2018-2019
- Supercoppa UEFA: 1

Liverpool: 2019
- Coppa del mondo per club: 1

Liverpool: 2019

### Nazionale
- Campionato europeo di calcio Under-17: 1

2014